# Банда Владимира Большинскова
Банда Владимира Большинскова — преступная группировка, действовавшая в 1998—2003 годах в Новосибирске, одна из самых жестоких банд в истории Новосибирской области. Костяк банды составляли лица, ранее служившие в милиции.

## Создание банды
Создатель банды Владимир Большинсков ранее был сержантом патрульно-постовой службы в Новосибирске. В 1989 году он вместе с несколькими сообщниками совершил разбойное нападение на видеосалон. Большинскова уволили из милиции, он был осуждён на 10 лет и отправлен в спецколонию под Иркутском. В этой колонии он познакомился с несколькими осуждёнными, которые впоследствии составили костяк его банды. 
Большинсков был освобождён условно-досрочно в сентябре 1997 года, а в начале 1998 года он организовал банду. В неё вошли Евгений Гутов, Андрей Куцаев, Олег Вешняков, Юрий Бережнов, Олег Татарников, Дмитрий Ваш, Александр Гусев, Роман Мельничук и Сергей Вяткин.

## Преступления банды
Первоначально бандиты совершали кражи и разбойные нападения на квартиры состоятельных людей и офисы коммерческих фирм. Несколько бандитов в масках ночью врывались в помещение, вскрывали сейфы и похищали деньги и другие ценности. Если в помещении находились охранники, их связывали и избивали.
После того, как банду чуть не раскрыли, Большинсков приказал впредь не оставлять свидетелей в живых. Бандиты совершали убийства по одной схеме. Они искали в рекламных газетах объявление о продаже иномарки, звонили автовладельцам из телефона-автомата и договаривались о покупке. Назначив встречу для продажи, бандиты убивали автовладельцев и завладевали их машинами. Так, первую жертву лидер банды попросил пригнать автомобиль в свой гараж якобы для осмотра, где и убил этого человека. Автомобиль убитого бандиты перегнали в Казахстан для продажи, но позже отказались от этой идеи и бросили машину на пустыре, где она и простояла несколько лет.
В ноябре 1999 года бандиты совершили убийство жителя пригорода Новосибирска, который приехал в областной центр продавать иномарку. Позже участники банды совершили ещё два таких убийства. Похищенные автомобили они разбирали на запчасти в специально оборудованном боксе на свиноферме, совладельцами которой были Большинсков и Гутов.
24 декабря 1999 года бандиты убили предпринимательницу Марину Федотову, которая подала в газету объявление о продаже дорогой мебели. Они договорились с женщиной о покупке, пришли к ней домой, зарубили Федотову топором и похитили из её квартиры крупную сумму денег.
По подозрению в этом убийстве был арестован бывший водитель Федотовой Евгений Лукин. Его отпечатки пальцев были обнаружены в квартире убитой, кроме того, в его автомобиле была найдена перчатка со следами крови Федотовой. Значительно позже выяснилось, что Лукин перевозил на своей машине вещи Федотовой, и она сама случайно порезалась при разгрузке автомобиля. Лукин признался в убийстве (впоследствии он заявил, что на допросах к нему были применены пытки) и осуждён. Он был освобождён только в 2004 году и впоследствии отсудил у государства миллион рублей компенсации морального вреда.
Большинсков решил убить Жилинских, своего старого знакомого. Придя на пасеку, Большинсков дважды выстрелил Жилинских в затылок, и оба бандита закопали его в заранее вырытой яме. Впоследствии Большинсков использовал имя Жилинских, чтобы навести милицию на ложный след.
16 ноября бандиты убили жителя Новосибирска, который владел двумя автомобилями и один из них собирался продать. Этот автомобиль бандиты угнали, а за вторым Большинсков пришёл на автостоянку, где предъявил охранникам ключи и документы на машину. По этим документам продавцом машины был Жилинских. Большинсков был задержан милиционерами, устроившими засаду. Он заявил милиционерам, что купил этот автомобиль у Жилинских, и только сейчас понял, что тот его обманул. Улик против Большинскова не было, и его пришлось отпустить. Потом он сам приходил в милицию и требовал отдать ему автомобиль.
Через объявление в газете бандиты узнали о человеке, занимавшемся частным извозом и стремившемся найти работу с использованием своего автомобиля. Один из участников банды позвонил ему и сказал, что готов взять его на работу, и предложил встретиться и обговорить все условия. После того как автовладелец приехал на свиноферму, Большинсков убил его и приказал Гусеву разобрать автомобиль. Гутов взял себе мобильный телефон убитого, отследив звонки с которого, милиционеры вышли на владельца свинофермы, а позже установили, что к нему приходят Большинсков и Гусев. Сотрудники милиции установили наблюдение за лидером банды, при этом бывший милиционер Большинсков легко вычислял слежку.
Кроме автоугонов, участники банды занимались нападениями на квартиры. Они приходили под видом покупателей и грабили квартиры тех людей, которые давали в газеты объявления о продаже дорогой мебели. Однажды Большинсков и Вяткин ограбили по этой схеме квартиру одного известного учёного. А в апреле 2001 года Большинсков и Мельничук совершили нападение на коттедж предпринимателя Терехова, когда хозяина не было дома. Они застрелили 16-летнюю дочь Терехова, зарубили топором жену и домработницу, после чего похитили имевшиеся в доме деньги и драгоценности.
18 августа 2003 года участники банды совершили разбойное нападение на автобазу новосибирского областного управления здравоохранения. Бандиты в масках проникли на предприятие, связали сторожей и угнали три иномарки. Одну из них перегнали в гараж Большинскова. Даже находясь под слежкой, лидер банды руководил совершением преступления.

## Арест, следствие и суд
Большинсков, Гутов и Гусев были задержаны, двое последних вскоре начали давать показания. Вскоре были задержаны Роман Мельничук, Вяткин, Бережнов, Ваш, Вешняков, Куцаев и Татарников. Они выдали тайники банды, где хранились агрегаты и номерные знаки похищенных автомобилей. В этих же тайниках были найдены пистолеты, обрезы, патроны и холодное оружие.
Вскоре показания стал давать и Большинсков. На одном из допросов лидер банды признался, что он собирался убить своих сообщников и скрыться.
Всего банда совершила 12 убийств и 19 разбойных нападений. Расследование 28 объединённых уголовных дел длилось более года. Присяжные оправдали одного подсудимого, девятерых признали виновными и не заслуживающими снисхождения. Пятеро из них были признаны виновными в бандитизме. 8 декабря 2006 года Новосибирский областной суд вынес приговор. Большинсков был приговорён к пожизненному лишению свободы, Сергей Вяткин и Роман Мельничук получили 25 и 24 года колонии соответственно, остальные подсудимые — от 4 до 10 лет, один подсудимый был приговорён к 2 годам условно. Большинсков отбывает наказание в ИК-18 «Полярная сова» в Ямало-Ненецком автономном округе. На момент 2012 года Большинсков был жив.

## В массовой культуре
- Документальный фильм «Пропавшие автовладельцы» из цикла «Криминальные хроники»